# Brussels Conference Act of 1890
Brussels Conference Act of 1890 (Convention Relative to the Slave Trade and Importation into Africa of Firearms, Ammunition, and Spiritous Liquors), allmänt kallad Brussels Act, var ett internationell avtal som undertecknades i Bryssel 2 juli 1890 och började gälla 31 augusti 1891. 
Avtalet följde på Brussels Anti-Slavery Conference 1889–90. Det syftade till att avskaffa all handel med afrikaner till både land och sjöss. Det riktade sig främst mot den indiskoceaniska slavhandeln. Avtalet signerades av sjutton stater. Den följdes av Convention of Saint-Germain-en-Laye 1919 och 1926 Slavery Convention.